# Центр астрономії Гайдельберзького університету
Центр астрономії Гайдельберзького університету (нім. Zentrum für Astronomie der Universität Heidelberg, ZAH) — науковий центр у Гайдельберзі, Німеччина. Центр включає три астрономічних інститутів: Інститут астрономічних обчислень, Інститут теоретичної астрофізики і Обсерваторія Гайдельберг-Кенігштуль. Центр був заснований у 2005 році шляхом об'єднанням трьох колишніх державних науково-дослідних інститутів і переводу їх в підпорядкування університету.

## Інститути

### Інститут астрономічних обчислень
Був заснований в Берліні в 1700, в 1945 переїхав в Гайдельберг, в 2005 увійшов до складу Центру астрономії Гайдельберзького університету. Історично спеціалізувався на складанні й аналізі зоряних каталогів. Зараз основними темами досліджень є зоряна динаміка, галактики, скупчення галактик, зоряні скупчення, гравітаційне лінзування, космологія.

### Інститут теоретичної астрофізики
Інститут теоретичної астрофізики при Гайдельберзькому університеті був заснований у 1976 році. Він теоретичними й чисельними методами досліджує формування зір і планет, астрофізику зір, астрохімію, динаміку міжзоряного середовища, чисельну гідродинаміку і перенос випромінювання.

### Обсерваторія Гайдельберг-Кенігштуль
Обсерваторія була заснована 1774 році у сусідньому місті Мангаймі, але погіршення умов спостереження призвело до переїзду обсерваторії спочатку до Карлсруе, а 1898 році - до Гайдельберга. Історично обсерваторія спеціалізувалась на дослідженні туманностей і пошук астероїдів. Тут було відкрито понад 800 астероїдів, в тому числі перший виявлений троянський астероїд 588 Ахіллес. Зараз обсерваторія переважно досліджує екзопланети, галактики, активні ядра галактик, астрофізику високих енергій.
|                                  |
| Інститут астрономічних обчислень |

|                                  |
| Інститут теоретичної астрофізики |

|              |
| Обсерваторія |

## Діяльність

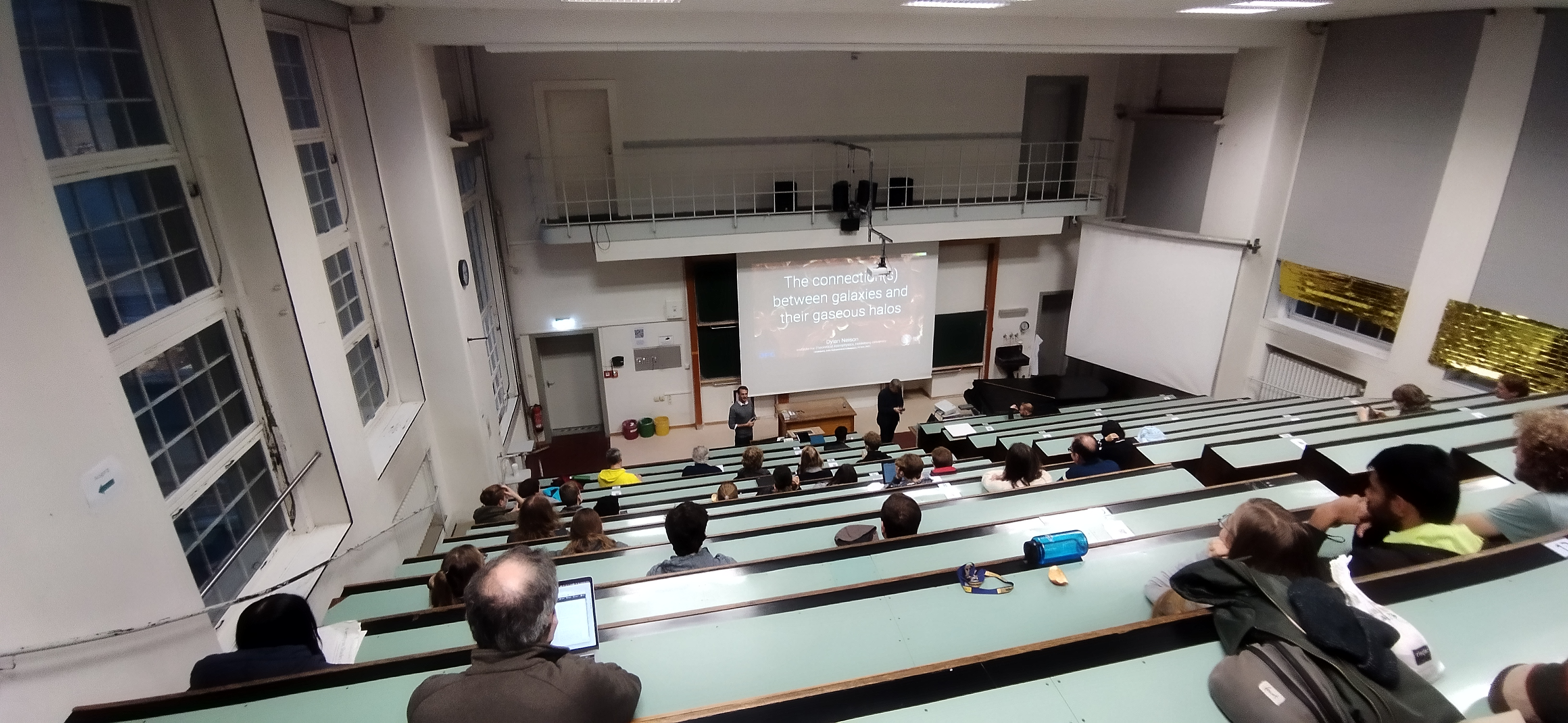
Гайдельберзький об'єднаний астрономічний колоквіум у великій лекційній залі в будівлі Фізичного інституту на Філозофенвег

Центр астрономії (разом з MPIA, MPIK і HITS) проводить щотижневий Гайдельберзький об'єднаний астрономічний колоквіум (англ. Heidelberg Joint Astronomical Colloquium), на якому запрошені лектори роблять доповіді з різних розділів сучасної астрономії.
Інститути Центру астрономії задіяні в Міжнародній дослідницькій школі Макса Планка з астрономії та космічної фізики (англ. International Max Planck Research School for Astronomy and Cosmic Physics) — астрономічній аспірантурі при Гайдельберзькому університеті.